# Люце, Владимир Владимирович
Влади́мир Влади́мирович Лю́це (апрель 1903, Харьков, — ?) — русский советский театральный режиссёр, художник-сценограф и актёр.

## Биография
Владимир Люце родился в Харькове, в дворянской семье. С 1914 года учился в Московском кадетском корпусе. Увлёкшись в юности театральными идеями Всеволода Мейерхольда, Люце поступил в его Высшие режиссёрские мастерские и по окончании курса, в 1921 году, был принят в качестве актёра в руководимый им театр — в то время Театр РСФСР 1-й. Здесь в Люце, помимо актёрского, открылся и талант сценографа (позже он окончил Академию художеств), в 1922 году вместе с Л. Поповой он оформил знаменитый спектакль Мейерхольда «Великодушный рогоносец».
В 1923 году Люце вместе с группой молодых актёров создал «Театр вольных мастеров», с которым в течение двух лет гастролировал по провинции, пропагандируя новое революционное искусство. В ходе этих гастролей состоялся режиссёрский дебют Люце, и в 1925 году в Чите директор городского театра А. Вознесенский пригласил его в свою труппу в качестве играющего режиссёра. Поставив в течение одного сезона семь спектаклей (в их числе была и не вполне удавшаяся попытка перенести на читинскую сцену мейерхольдовскую интерпретацию «Леса» А. Н. Островского), Люце в 1926 году вернулся в Москву.
Вернувшись в столицу уже режиссёром, Люце ставил спектакли в Московском театре Революции; в 1929—1930 годах — в Театре Народного дома в Ленинграде.
Другой ученик Мейерхольда, Константин Тверской, возглавив в 1929 году Большой драматический театр, в 1930-м пригласил к себе Люце. Здесь режиссёр работал до 1936 года, помог Тверскому переориентировать театр на современный репертуар, поставив ряд спектаклей, в том числе пьесы Горького и «Интервенцию» Л. Славина, некоторые из которых он сам и оформил.
Большой драматический Владимир Люце покинул вскоре после высылки Тверского; в 1938—1940 годах он работал в Театре Комедии, в то время уже руководимом Николаем Акимовым, поставил ещё один спектакль в БДТ, где репрессированного Алексея Дикого сменил Борис Бабочкин. В 1941 году ушел в народное ополчение, принимал участие в боевых действиях, был ранен. Демобилизован по инвалидности. С 1943 года работал в Кировском театре драмы.
В 1944 году по приглашению Д. М. Манского он стал режиссёром и художником Челябинского театра драмы, где работал до 1956 года и за 12 лет поставил 42 спектакля. Имея репутацию режиссёра «формалистического» направления, Люце в Челябинске ставил спектакли скорее во мхатовском стиле. Театр в этот период переживал расцвет и дважды, в 1950 и 1952 годах, с большим успехом гастролировал в Ленинграде.
В дальнейшем Люце работал очередным режиссёром в Рязанском театре драмы.

## Творчество
В историю советского театра Владимир Люце вошёл как первый постановщик, в частности, пьесы В. Маяковского «Баня» (1930), пьесы М. Горького «Достигаев и другие» (1933) и один из первых (вместе с К. Тверским) постановщиков его пьесы «Егор Булычов и другие» (премьеры состоялись в один день, 25 сентября 1932 года, в БДТ и в Театре им. Вахтангова).

### Спектакли
Читинский драматический театр
- 1925 — «Блоха» по Н. Лескову, инсценировка Е. Замятина
- 1925 — «Мандат» Н. Эрдмана
- 1925 — «Праздник крови» по роману Э. Л. Войнич «Овод»
- 1926 — «Лес» А. Н. Островского (в интерпретации Вс. Мейерхольда)
- 1926 — «Заговор императрицы» А. Н. Толстого
- 1926 — «Конец Романовых» М. Волоховой
- 1926 — «Яд» А. В. Луначарского

Московский театр Революции
- 1927 — «Рост» Г. Глебова

Драматический  театр  Государственного народного дома (Ленинград)
- 1929 — «Партбилет» А.И. Завалишина
- 1930 — «Баня» В. Маяковского; художник Снопков, композитор Богданов-Березовский; в ролях: Победоносиков — Б. Бабочкин, Поля — В. Кибардина, Фосфорическая женщина — C. Магарилл.  Премьера — 30 января

Большой драматический театр
- 1930 — «На западе без перемен» М. Загорского. Художник М. З. Левин
- 1930 — «Хлеб» В. Киршона; оформление В. В. Люце
- 1932 — «Завтра» В. Равича; оформление В. В. Люце
- 1932 — «Егор Булычев и другие» М. Горького (совместно с К. К. Тверским). Художник М. З. Левин
- 1933 — «Доходное место» А. Н. Островского. Художник Л. Т. Чупятов
- 1933 — «Достигаев и другие» М. Горького; оформление В. В. Люце
- 1934 — «Интервенция» Л. Славина. Художник Л. Т. Чупятов
- 1934 — «Личная жизнь» В. Соловьева; оформление В. В. Люце
- 1935 — «Аристократы» Н. Погодина. Художник Л. Т. Чупятов
- 1936 — «Скупой рыцарь», «Каменный гость» А. Пушкина. Художник Н.Ф. Лапшин
- 1938 — «Дружба» B. Гусева. Художник А. Ф. Босулаев

Челябинский театр драмы
(неполный перечень)
- 1944 — «Так и будет» К. Симонова
- 1945 — «Бедность не порок» А. Н. Островского
- 1945 — «Умная дурочка» Лопе де Вега
- 1946 — «Снежная королева» Е. Шварца
- 1946 — «Под каштанами Праги» К. Симонова
- 1946 — «Зыковы» А. М. Горького
- 1946 — «Женитьба Белугина» А. Островского и Н. Соловьева
- 1947 — «За тех, кто в море» Б. Лавренева
- 1947 — «Маскарад» М. Ю. Лермонтова
- 1947 — «Хлеб наш насущный» Н. Вирты
- 1947 — «Месяц в деревне» И. С. Тургенева
- 1948 — «Егор Булычов и другие» М. Горького
- 1948 — «Дядя Ваня» А. Чехова
- 1948 — «Вас вызывает Таймыр» А. Галича и А. Исаева
- 1948 — «Госпожа министерша» Б. Нушича
- 1948 — «Хижина дяди Тома» А. Бруштейн
- 1949 — «Заговор обреченных» Н. Вирты
- 1949 — «Испанский священник» Дж. Флетчера
- 1950 — «Кот в сапогах» П. Маляровского
- 1950 — «Мещане» М. Горького
- 1951 — «Живой труп» Л. Толстого
- 1952 — «Флаг адмирала» А. Штейна
- 1952 — «Ревизор» Н. Гоголя
- 1952 — «Девушка с кувшином» Лопе де Вега
- 1952 — «Гибель эскадры» А. Корнейчука[7]
- 1955 — «Вишнёвый сад» А. Чехова